# Кукенов, Мадениет Каратаевич
Мадениет Каратаевич Кукенов (1940—1997) — советский и казахстанский ботаник-ресурсовед, доктор биологических наук, профессор, член-корреспондент НАН РК.

## Биография
В 1962 году окончил естественный факультет Казахский педагогический институт. В 1962—1997 годах лаборант, старший научный сотрудник, заведующий лабораторией растительных ресурсов (1976), замдиректора по научной работе (1990—1994) Института ботаники НАН РК.
В 1970 году защитил кандидатскую диссертацию на тему «Биоэкологическая характеристика некоторых видов сем. Гречишных (Polygonaceae Lindl.) и содержание в них флавоноидов» (руководитель В. П. Михайлова). В 1989 году защитил докторскую диссертацию на тему «Ресурсы официнальных и перспективных лекарственных растений юго-востока Казахстана». В 1995 году избран членом-корреспондентом НАН РК.
Основные направления научной деятельности: ботаническое ресурсоведение, охрана растений, рациональное природопользование. Под его руководством выполнен ряд фундаментальных разработок по отдельным группам полезных растений, изучены приоритетные группы хозяйственно-ценных видов растений горного Казахстана.

## Избранные труды
Автор и соавтор 175 научных трудов, 3 личных и 4 коллективных монографий, 6 тематических сборников. В их числе:
- Кукенов М. К. Флавоноидсодержащие растения юго-востока Казахстана. — Алма-Ата : Наука, 1984. — 216 с.
- Кукенов М. К. Ресурсы лекарственных растений Восточного Казахстана. — Алма-Ата : Наука, 1984. — 158 с. (соавт.)
- Кукенов М. К. Ресурсы лекарственных растений Казахстанского Тянь-Шаня. — Алма-Ата : Наука КазССР, 1989. — 187 с. — ISBN 5-628-00351-4.
- Кукенов М. К. Эфирномасличные растения Казахстана и их рациональное использование. — Алма-Ата : Наука КазССР, 1990. — 142 с. — ISBN 5-628-00463-4. (соавт.)
- Кукенов М. К. Лекарственные растения Казахстана и их использование. — Алма-Ата : Гылым, 1996. — 344 с. — ISBN 5-628-01906-2. (науч. ред., соавт.)
- Кукенов М. К. Ботаническое ресурсоведение Казахстана : учебник. — Алма-Ата : Гылым, 1999. — 160 с. — ISBN 5-628-02497-X.